# Ammotrechella maguirei
Espèce
Ammotrechella maguirei est une espèce de solifuges de la famille des Ammotrechidae.

## Distribution
Cette espèce est endémique des Îles Turques-et-Caïques. Elle se rencontre dans les Îles Caïques.

## Description
Le mâle holotype mesure 9,4 mm.

## Étymologie
Cette espèce est nommée en l'honneur de C. W. Maguire.

## Publication originale
- Muma, 1986 : New species and records of Solpugidae (Arachnida) from Mexico, Central America, and the West Indies. Novitates Arthropodae, vol. 2, no 3, p. 1-23 (texte intégral).